# Roba (manzana)
Roba es una variedad cultivar de manzano (Malus domestica).
Clon obtenido por el genetista Erwin Baur, y el que tiene el color más intenso de todos los que obtuvo. Las frutas tienen una carne bastante firme con un sabor dulce a subacido y aromático.

## Historia
'Roba' es una variedad de manzana, a partir del cruce de 'Geheimrat Doktor Oldenburg' x Desconocido. Criado en el Instituto Káiser Wilhelm de Mejoramiento Genético, década de 1930.
'Roba' se encuentra cultivada en la National Fruit Collection con el número de accesión: 1994-055 y Accession name: Roba.

## Características
'Roba' tiene un tiempo de floración que comienza a partir del 22 de abril con el 10% de floración, para el 24 de abril tiene una floración completa (80%), y para el 3 de mayo tiene un 90% caída de pétalos.
'Roba' tiene una talla de fruto mediano; forma plano globosa, con una altura de 55,12 mm, anchura de 67,37 mm; con nervaduras débiles, corona débil; epidermis con color de fondo verde amarillo, con sobre color naranja en una cantidad de color superior media, con sobre patrón de color rayado / moteado, "russeting" (pardeamiento áspero superficial que presentan algunas variedades) muy bajo; carne jugosa, y color de la pulpa crema, carne bastante firme con un sabor dulce a subacido y aromático.
Su tiempo de recogida de cosecha se inicia a inicios de octubre. Almacenada en frío se mantiene un mes.

## Usos
A menudo se come fresco, manzana de mesa, pero también es una buena manzana para hacer jugo de manzana.
Recomendada para el huerto familiar, en el cultivo comercial de frutas en la actualidad se puede usar para sidra.